# 4055 Magellan
A 4055 Magellan (ideiglenes jelöléssel 1985 DO2) egy földközeli kisbolygó. Eleanor F. Helin fedezte fel 1985. február 24-én.